# Ingfried Hoffmann
Ingfried Hoffmann (* 30. Januar 1935 in Stettin) ist ein deutscher Jazzmusiker (Orgel, Piano, Trompete), Arrangeur und Komponist.

## Wirken
Hoffmann, während dessen Kindheit sein um zehn Jahre älterer Bruder Ludwig klassisches Klavier studiert hatte, studierte seinerseits Klavier in Berlin und Düsseldorf. Ab 1963 wurde er vor allem durch seine Mitwirkung im Quartett von Klaus Doldinger bekannt. Erste Jazzaufnahmen unter seinem Namen entstanden aber bereits 1956 (Ingfried’s Boogie – Bumble Boogie) mit ihm am Piano, dem Gitarristen Attila Zoller sowie Johnny Fischer am Bass und Rudi Sehring am Schlagzeug, nachdem er zuvor schon zur Dixieland-Gruppe The Feetwarmers gehört hatte.
Auf der LP Ingfried Hoffmann’s Hammond Tales (1963) spielte Hoffmann fast ausschließlich Hammondorgel. Mit From twen with Love (1966) hat Hoffmann eine Platte veröffentlicht, auf der er ausschließlich Orgel spielt. 1966 wirkt er an den Aufnahmen zur Filmmusik des Will-Tremper-Films Playgirl mit. Unter der Leitung von Peter Thomas sind auf dem auf einer Philips-LP veröffentlichtem Soundtrack auch Klaus Doldinger (Saxophon), Peter Trunk (Bass) und Rafi Lüderitz (Schlagzeug) zu hören. 1969 gründete er seine eigene Band, Steel Organ, mit der durch Europa, Südamerika und Nordafrika tourte. Auch war er an Schallplatten von Lucky Thompson und Rolf Kühn beteiligt.
Hoffmann zog sich 1970 vom Jazz zurück und ist seitdem fast nur noch als Komponist und Arrangeur tätig, unter anderem das Album Marion Maerz singt Burt Bacharach – Seite eins. In den 1970er Jahren war er zudem an Alben von André Heller, Herbert Grönemeyer, Manfred Krug und Michael Heltau beteiligt. Er schrieb Musik für Das Phantom der Oper, für Hallo Spencer und für die Fernsehserie Robbi, Tobbi und das Fliewatüüt. Seit 1972 betreute er als musikalischer Leiter die deutsche Version der Sesamstraße. Der äußerst populär gewordene deutsche Titelsong Der, die, das. Wer, wie, was? Wieso, weshalb, warum? Wer nicht fragt bleibt dumm! stammte von ihm. Auch war er für Die Sendung mit der Maus und Käpt’n Blaubär tätig. Weiterhin schrieb er Filmmusiken sowie Suiten für Sinfonieorchester und Jazzsolisten wie Wiener Impressionen oder The Daily Blues.
Anlässlich Klaus Doldingers 70. Geburtstag im Mai 2006 ist er in mehreren Städten Deutschlands – zusammen mit Doldinger – als Pianist aufgetreten.

## Diskographie

### Jazz-Aufnahmen unter eigenem Namen
- 1963 – Ingfried Hoffmann’s Hammond Tales, Philips (als CD 2009 wiederveröffentlicht) (mit Hoffmann, org, p; René Thomas, gt; Helmut Kandlberger, b; Klaus Weiss, dr), Philips
- 1963 – „Midnight Bossa Nova“, auf: Exotic Jazz, jazzclub/Verve 2006 (mit Hoffmann, org, p; Helmut Kandlberger, b; Klaus Weiss, dr), Philips
- 1966 – From twen with Love, Philips (mit Hoffmann, org; Volker Kriegel & Pierre Cavalli, gt; Peter Trunk, b; Rafi Lüderitz, dr), Philips
- 1969 – Swinging Bach-Organ, Polydor
- 2007 – Hammond Bond, Re-Issue von From twen with Love, jazzclub/Verve

### Andere Aufnahmen unter eigenem Namen
- 1972 Robbi, Tobbi und das Fliewatüüt (Soundtrack zu der gleichnamigen Fernsehserie)
- 2006 „Der kleine Wassermann“ von Otfried Preußler – Hörspielmusik WDR – erschienen bei DAV Regie: Annette Kurth
- 2007 „Die kleine Hexe“ von Otfried Preußler – Hörspielmusik WDR – erschienen bei DAV Regie: Annette Kurth – Vierteljahrespreis der deutschen Schallplattenkritik
- 2008 "Das kleine Gespenst" von Otfried Preußler - Hörspielmusik WDR - erschienen bei DAV Regie: Annette Kurth

### Aufnahmen mit Klaus Doldinger
- 1963 – The Feetwarmers: When You’re Smiling (Single), Columbia
- 1962 – Bossa Nova (EP), Philips
- 1963 – Solar (EP), Philips
- 1963 – Doldinger – Jazz Made in Germany, Philips
- 1963 – Doldinger live at Blue Note Berlin, Philips
- 1965 – Doldinger in Südamerika, Philips
- 1967 – Doldinger Goes On, Philips
- 1968 – Blues Happening, World Pacific Jazz
- 1969 – Doldinger – The Ambassador, Liberty

Die vier Philips-LPs sind, zusammen mit der Musik der beiden EPs und etlichen Bonus-Tracks, im Juni 2006 in remasterter Form als 4-CD-Box unter dem Namen „Early Doldinger“ erschienen.

### Weitere Aufnahmen
- 1962 – Rolf Kühn feat. Klaus Doldinger: Midnight Session, Brunswick
- 1965 – Paul Nero (= Klaus Doldinger): Paul Nero’s Blue Sounds, Philips
- 1966 – Peter Thomas: Playgirl, Philips
- 1968 – Paul Nero (= Klaus Doldinger): Nero’s Soul Party, Liberty
- 1969 – Rolf Kühn: Rolf Kühn Sextet, Intercord, mit Rolf Kühn (el cl), Ingfried Hoffmann (org), Volker Kriegel (gt), Hans Rettenbacher (b), Stu Martin (dr),
- 1979 – Manfred Krug: Da bist du ja (Intercord)
- 1983 – Ludwig Hirsch: Bis zum Himmel hoch, Polydor
- 1956.05.30 Bumble Boogie (Hummelflug) auf: Jazz in Deutschland Vol. 4 (III,3,2)
- 1963.01.13 When you’re smiling [mit: The Feetwarmers]. Auf: Doldinger Jubilee Atlantic/WEA 1973 ATL 3-60073
- 1963.07.14 Love For sale. (Original: Philips 840 437). Auf: V.A.: Organized! jazzclub. Verve (2007) 06024 9835531
- 1964.02.## The Night Time [mit: The Blue Sounds & Davy Jones] Auf: deutscher Philips 345619 / Doldinger Jubilee Atlantic/WEA 1973 ATL 3-60073
- 1964.06.## Nut Shaker [mit: The Blue Sounds Inc.] Auf: Doldinger Jubilee Atlantic/WEA 1973 ATL 3-60073
- 1964.06.26 Waltz of the Jive Cats. NDR-Jazz-Workshop. Auf: Doldinger Jubilee Atlantic/WEA 1973 ATL 3-60073
- 1965.03.14 Subo [mit Klaus Doldinger Quartet & Attila Zoller] Auf: Doldinger Jubilee Atlantic/WEA 1973 ATL 3-60073
- 1965.03.14 Comin’ Home Baby [mit: Paul Nero’s Blue Sound] Auf: Doldinger Jubilee Atlantic/WEA 1973 ATL 3-60073
- 1966.04.22 Quartenwalzer NDR Workshop. Auf: Doldinger Jubilee Atlantic/WEA 1973 ATL 3-60073
- 1968.04.## Knock on wood / I was made to love you / what is soul [mit: Paul Nero Sounds] Auf: Doldinger Jubilee Atlantic/WEA 1973 ATL 3-60073
- 1968.04.## Respect / You keep me hanging on / Keep looking (mit Paul Nero Sounds) Auf: Doldinger Jubilee Atlantic/WEA 1973 ATL 3-60073
- 1969.06.18 Raga up and down [mit Klaus Doldinger Quartet] Auf: Doldinger Jubilee Atlantic/WEA 1973 ATL 3-60073
- 1969 Jesu, Joy of Man’s Desiring. Auf: hifi-stereo Golden Sounds of Classics. Folge 2. Polydor STEREO 2371 285
- 1969 Toccata und Fuga. Auf: hifi-stereo Golden Sounds of Classics. Folge 2. Polydor STEREO 2371 285
- 1969 Italian Concerto No.1. Auf: Swinging classics. jazzclub.verwe. 2006
- 1969 That’s Me Boy. Auf: The In-Kraut Vol. 3 (Marina 72)(2008)
- 1969 Stroke It. Auf: The Greatest Organ Players. Liberty 83 309/310 (1969)
- 1969 Stroke It. Auf: The In-Kraut Vol. 3 (Marina 72)(2008)
- 1976 Ann & Andy Du bist da (Musik) Polydor 2041 719 (1976)

### Aufnahmen unter Pseudonym
- 1969 – Memphis Black: Soul Club, Sunset (als CD: 2005, sonorama)
- 1969 – Memphis Black: Soul Cowboy, United Artists 29070

## Filmografie
- 1972: Robbi, Tobbi und das Fliewatüüt (Fernsehserie, vier Folgen)
- 1974: Wir pfeifen auf den Gurkenkönig
- 1977: Aufforderung zum Tanz
- 1977: Das Ende der Beherrschung
- 1978: Paul kommt zurück
- 1979: Hallo Spencer (Fernsehserie, 3 Folgen, Vor- und Abspannmusik)
- 1979–1982: Kümo Henriette (Fernsehserie, 28 Folgen)
- 1983: Uta (Fernsehserie)
- 1987: Tatort – Tod im Elefantenhaus
- 1987: Tatort – Voll auf Haß
- 1990: Der Hammermörder

## Lexikalische Einträge
- Jürgen Wölfer: Jazz in Deutschland. Das Lexikon. Alle Musiker und Plattenfirmen von 1920 bis heute. Hannibal, Höfen 2008, ISBN 978-3-85445-274-4.
- Volker Ladenthin: Irgendwie war er immer dabei. [Über Ingfried Hoffmann]. In: General-Anzeiger (Bonn) 13./14. März 2010. Journal S.3.